# باقر پژند
باقر پژند (م. ۱۲۹۳) نمایندهٔ لاهیجان در بیست و یکمین دورهٔ مجلس شورای ملی بود. پژند پس از گذراندن دبستان و دبیرستان، در ادارهٔ آمار استخدام شد، ولی پس از چندی استعفا داد و به کشاورزی روی آورد. در انتخابات دورهٔ بیست و یکم، که سرتیپ محمدعلی صفاری کاندید نشد و قرار بر معرفی چهره‌های جدید بود، پژند به عنوان برنده معرفی شد. به نوشتهٔ جمشید طاهری‌پور، پژند که «خرده مالکی مرفه» بود.